# Can't Hurt Me Now
Can't Hurt Me Now är en sång skriven av Fredrik Thomander och Aleena Gibson, och framförd av Jessica Andersson under Melodifestivalen 2015, där bidraget slutade på elfte plats i finalen.

## Listplaceringar
| Lista (2015) | Topplacering |
| ------------ | ------------ |
| Sverige      | 86           |

### Fotnoter
1. ↑  Emma Petersson (14 mars 2015). ”Måns Zelmerlöw är vinnaren i Melodifestivalen 2015”. Sveriges Television. http://www.svt.se/melodifestivalen/mans-zelmerlow-ar-vinnaren-i-melodifestivalen-2015. Läst 20 mars 2015.
2. ↑  ”Can't Hurt Me Now”. Swedishcharts. 27 februari 2015. http://swedishcharts.com/showitem.asp?interpret=Jessica+Andersson&titel=Can%27t+Hurt+Me+Now&cat=s. Läst 20 mars 2015.